# Phyllidiopsis
Phyllidiopsis es un género de moluscos nudibranquios de la familia Phyllidiidae.

## Diversidad
El género Phyllidiopsis incluye un total de 31 especies descritas:
- Phyllidiopsis annae   Brunckhorst, 1993
- Phyllidiopsis anomala  Valdés, 2001
- Phyllidiopsis bayi  (Bouchet, 1983)
- Phyllidiopsis berghi  Vayssière, 1902
- Phyllidiopsis blanca  Gosliner & Behrens, 1988
- Phyllidiopsis boucheti  Valdes & Ortea, 1996
- Phyllidiopsis brunckhorsti  Valdés, 2001
- Phyllidiopsis burni   Brunckhorst, 1993
- Phyllidiopsis cardinalis  Bergh, 1875 : type genus
- Phyllidiopsis circularis  Valdés, 2001
- Phyllidiopsis crucifera Valdés, 2001
- Phyllidiopsis dautzenbergi   (Vayssière, 1911)
- Phyllidiopsis fissurata   Brunckhorst, 1993
- Phyllidiopsis futunai Valdés, 2001
- Phyllidiopsis gemmata  Pruvot-Fol, 1957
- Phyllidiopsis holothuriana Valdés, 2001
- Phyllidiopsis krempfi  Pruvot-Fol, 1957
- Phyllidiopsis loricata   (Bergh, 1873)
- Phyllidiopsis lozoueti  Valdés, 2001
- Phyllidiopsis macrotuberculata  Valdés, 2001
- Phyllidiopsis monacha   (Yonow, 1986)
- Phyllidiopsis neocaledonica  Valdés, 2001
- Phyllidiopsis phiphiensis   Brunckhorst, 1993
- Phyllidiopsis pipeki   Brunckhorst, 1993
- Phyllidiopsis quadrilineata (Bergh, 1905)
- Phyllidiopsis richeri Valdés, 2001
- Phyllidiopsis shireenae   Brunckhorst, 1993
- Phyllidiopsis sinaiensis   (Yonow, 1988)
- Phyllidiopsis sphingis   Brunckhorst, 1993
- Phyllidiopsis vanuatuensis Valdés, 2001
- Phyllidiopsis xishaensis (Lin, 1983)

Especies cuyo nombre ha dejado de ser aceptado por sinonimia:
- Phyllidiopsis carinata  Eliot, 1910 : aceptado como Phyllidia ocellata Cuvier, 1804
- Phyllidiopsis gynenopla Bouchet, 1977: aceptado como Phyllidiopsis berghi Vayssière, 1902:
- Phyllidiopsis molaensis Meyer, 1977: aceptado como Phyllidiella molaensis (Meyer, 1977):
- Phyllidiopsis papilligera Bergh, 1890: aceptado como Ceratophyllidia papilligera  (Bergh, 1890)
- Phyllidiopsis striata Bergh, 1888: aceptado como Phyllidiella striata (Bergh, 1889)

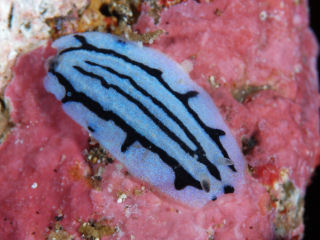
Phyllidiopsis annae
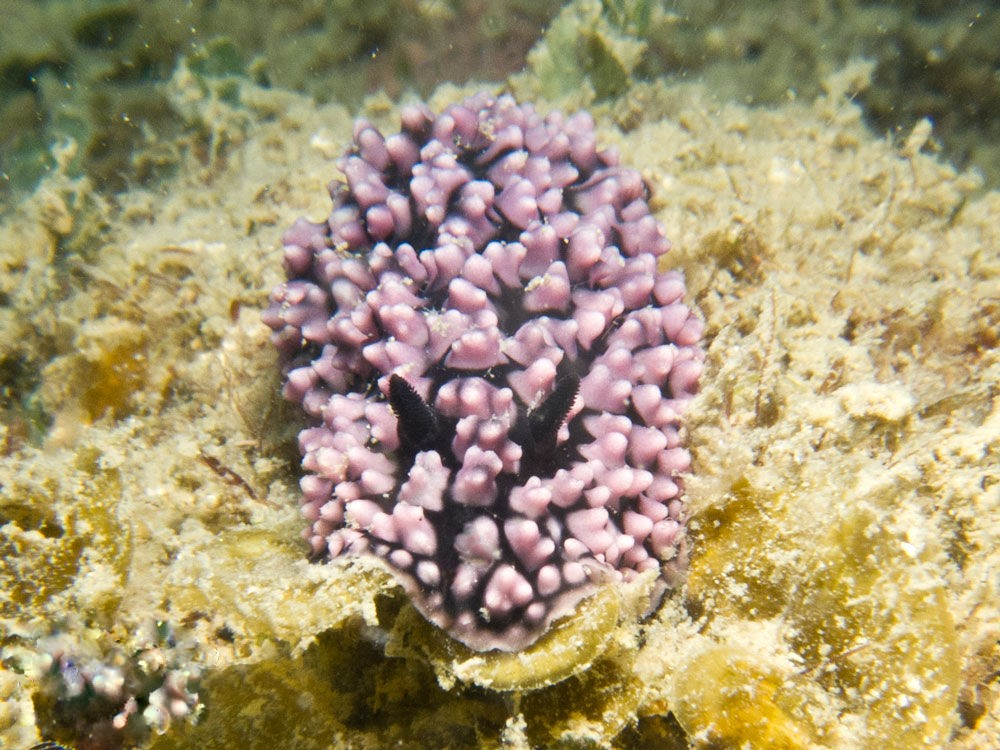
Phyllidiopsis burni
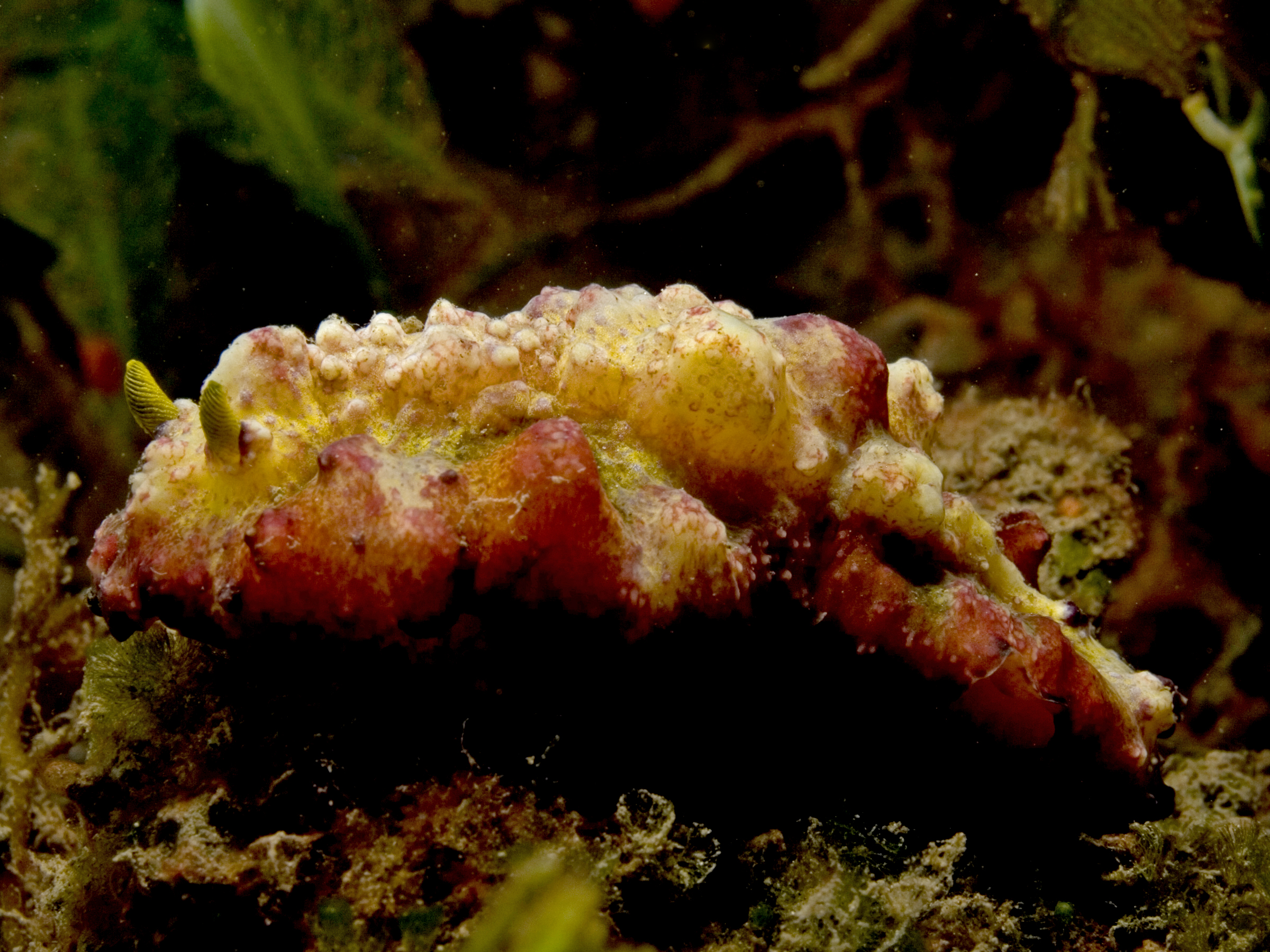
Phyllidiopsis cardinalis
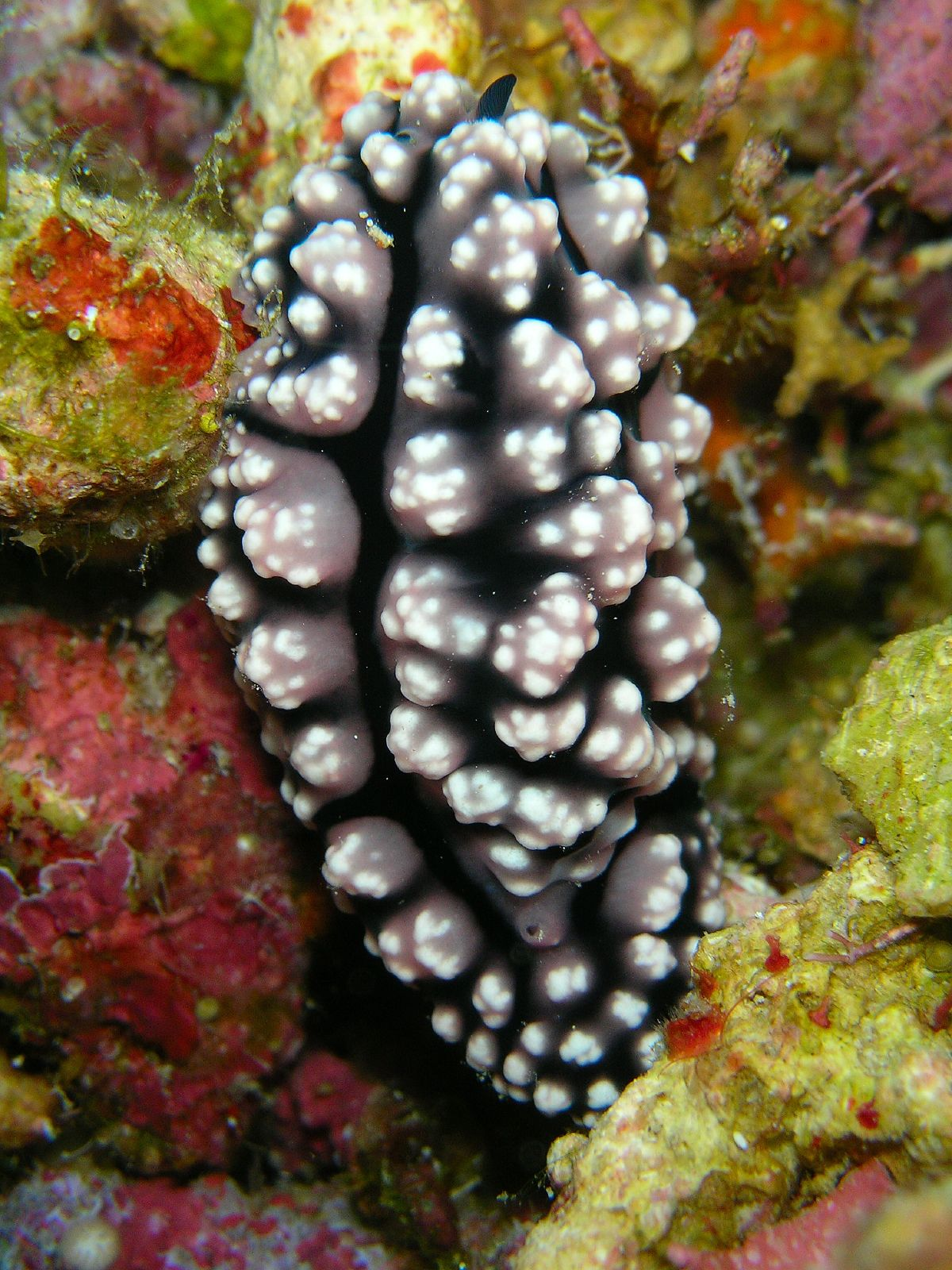
Phyllidiopsis fissurata
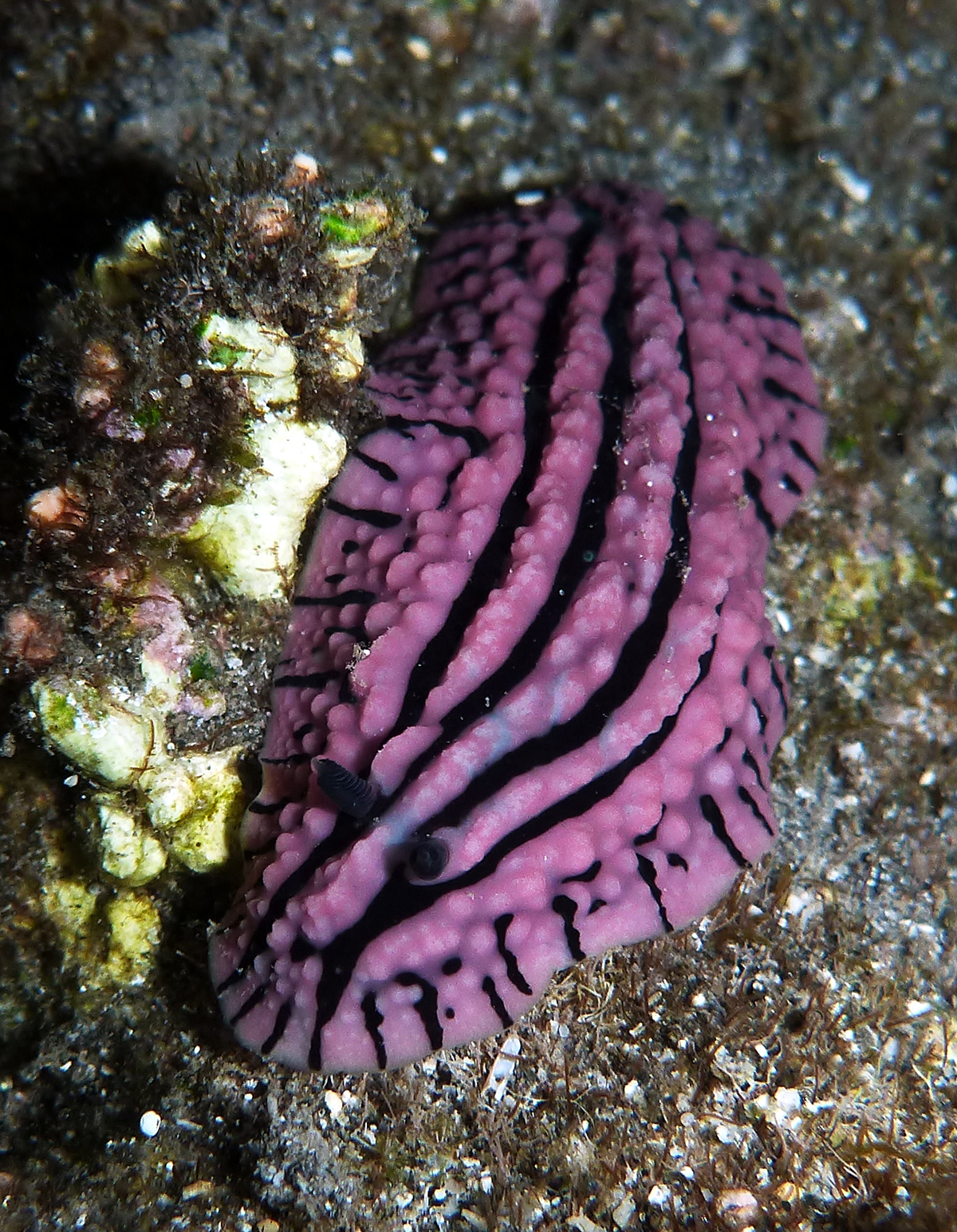
Phyllidiopsis gemmata
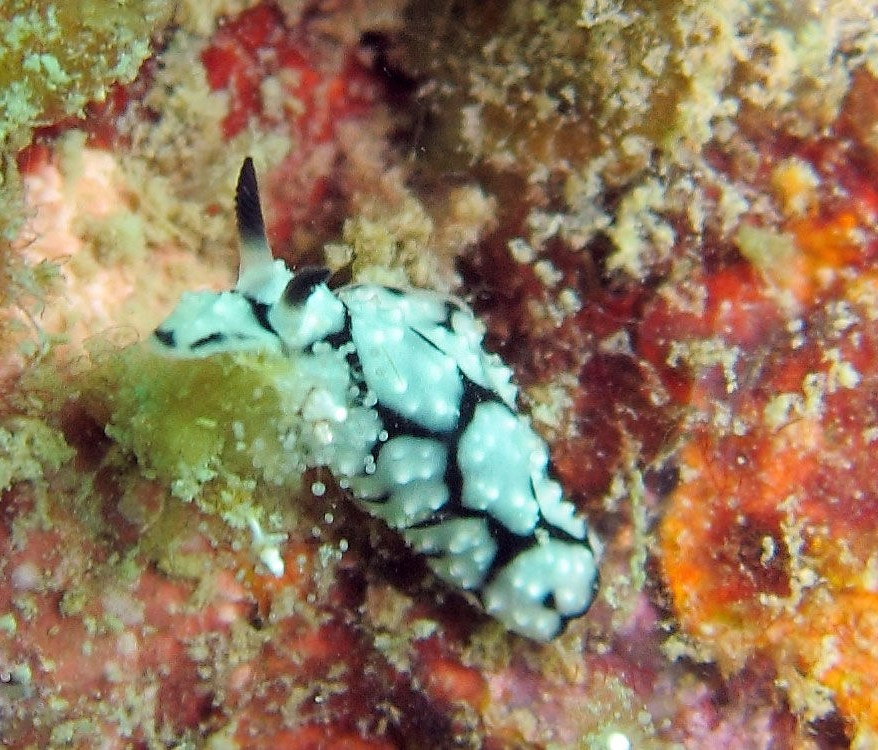
Phyllidiopsis krempfi
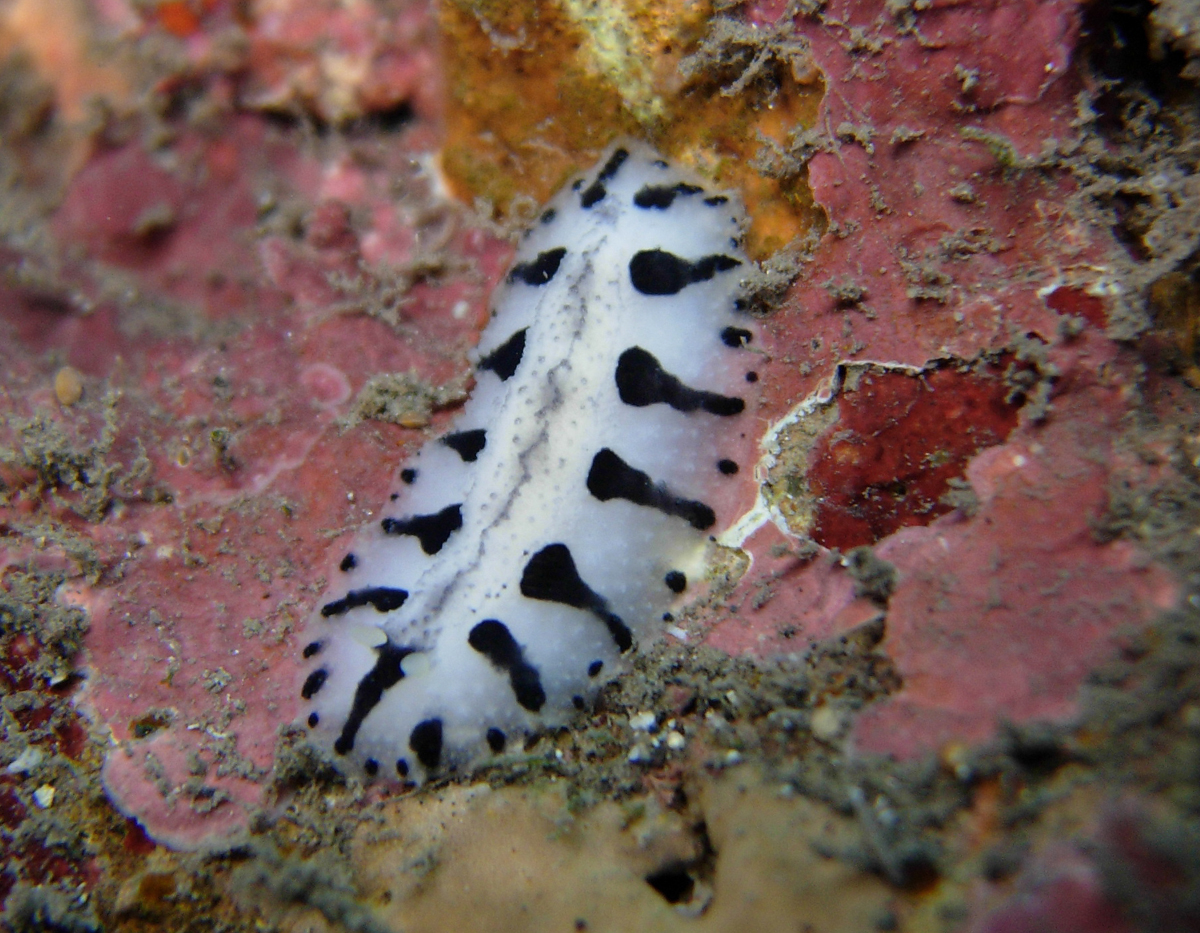
Phyllidiopsis loricata
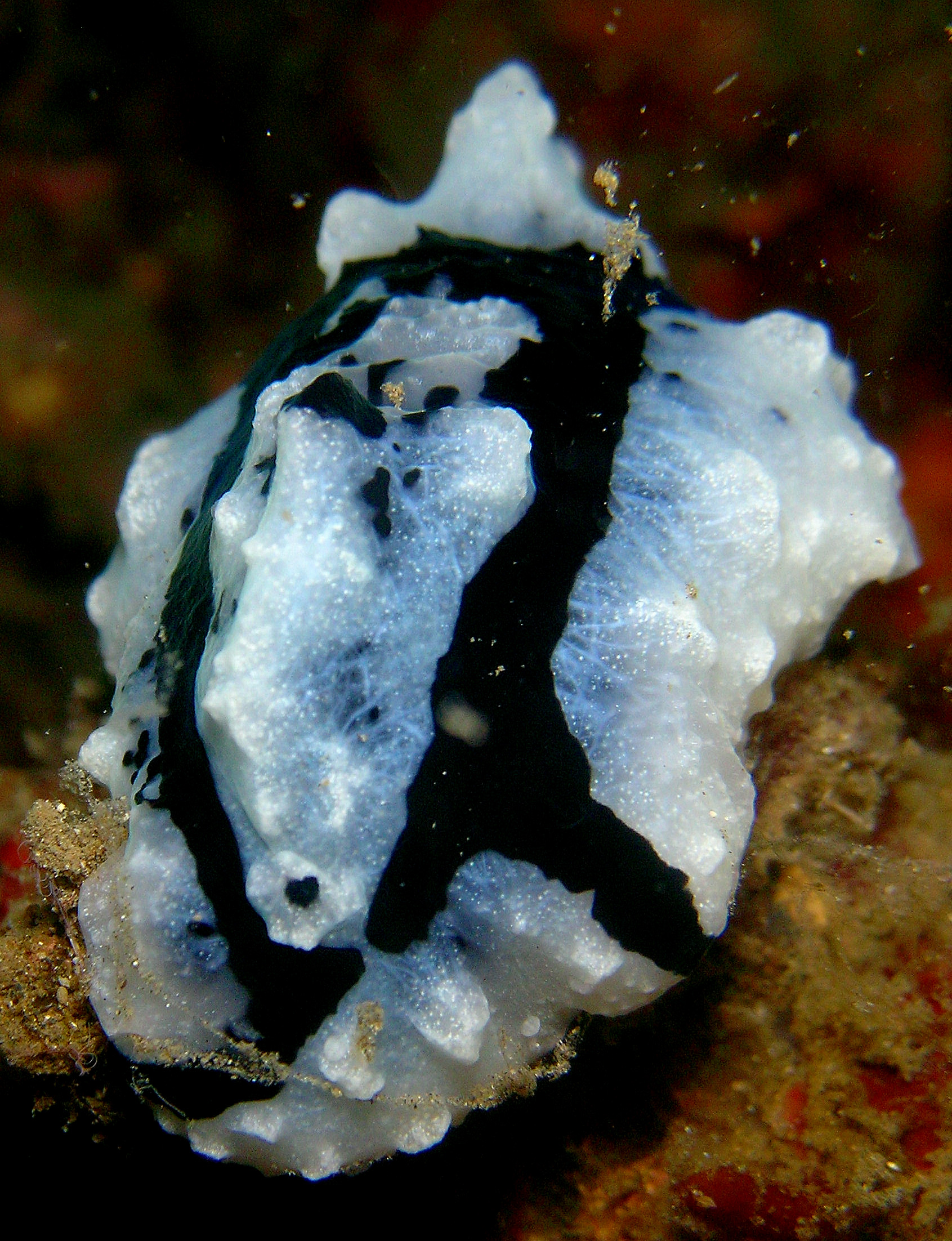
Phyllidiopsis shireenae
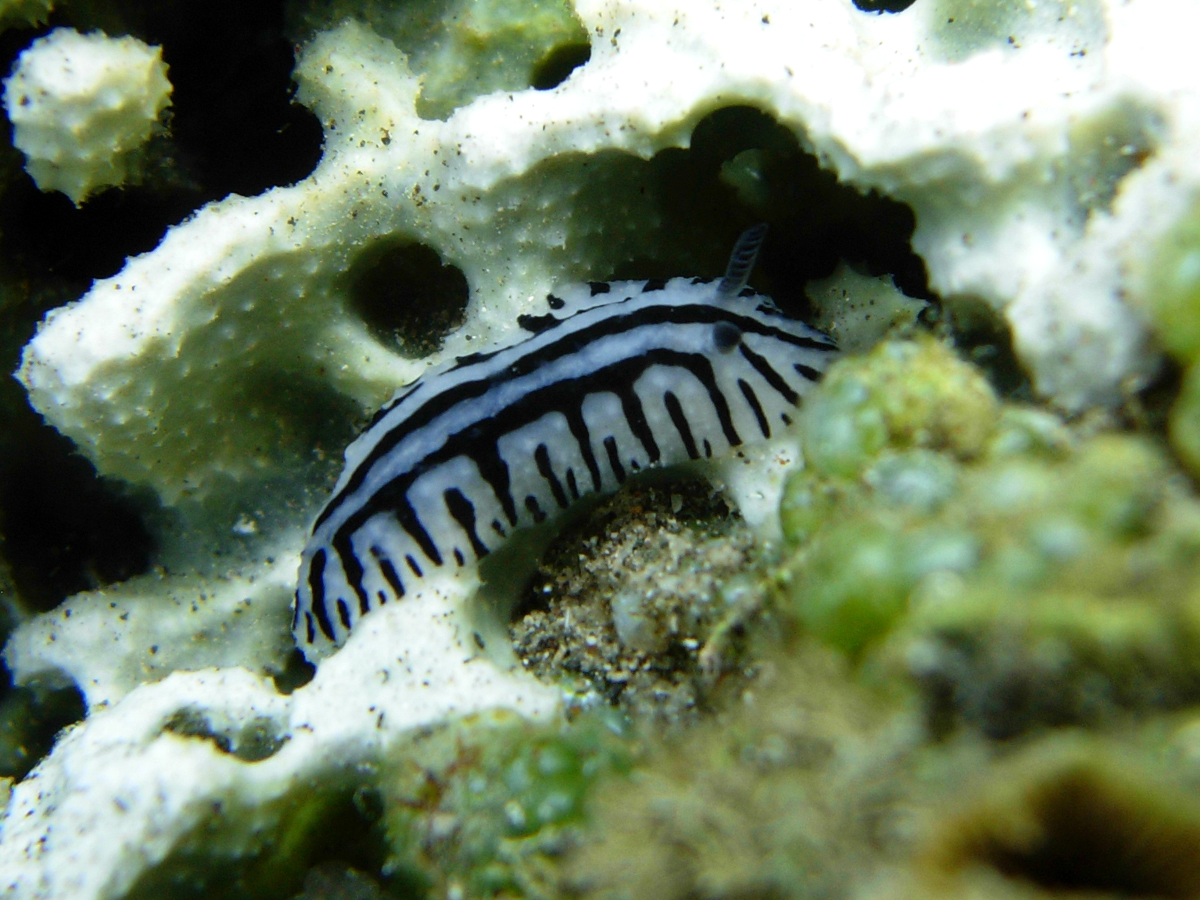
Phyllidiopsis sphingis
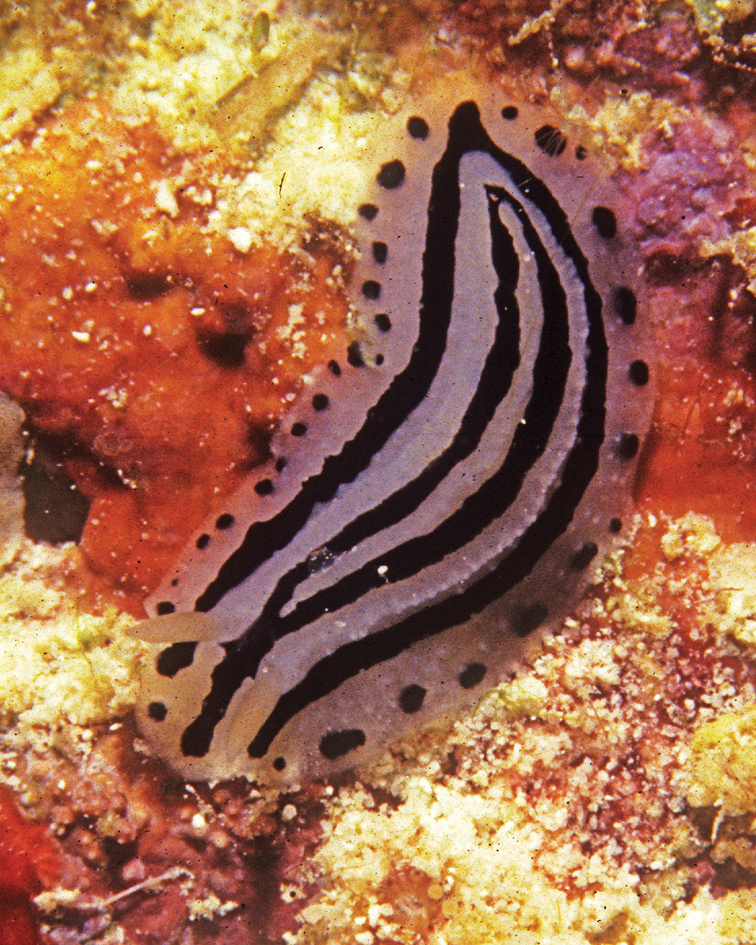
Phyllidiopsis xishaensis